# 최치혁
최치혁(崔致爀, 1809년 ~ 1878년)은 조선의 천주교 신자. 교명은 요안이며 공주에서 출생하였다. 1846년 천주교에 입교하였으며, 1866년 병인박해 때 9명의 프랑스 신부가 순교하자 청나라에 있는 프랑스 제독에게 지원을 요청하기 위해서 떠나는 리델 신부를 수행하여 청에 갔다.
8년 간 중국에서 머물며 〈한불자전〉 및 〈한어문전〉의 편찬에 종사하였다. 1874년 비밀리에 귀국하여 외국인 신부를 맞아들이려는 운동을 벌이던 중, 만주에 있던 리델 신부와 연락하여 1876년 블랑 신부 등 두 신부를 입국하게 하였다. 이듬해에도 조선 교구 제6대 교구장에 임명된 리델 주교와 로베르·두세 신부를 맞아들여 포교에 힘썼다. 1878년 베이징 외방 전교회와 연락하기 위해 만주로 파견된 밀사가 체포되자, 그도 함께 체포되어 옥사하였다. 1880년 그가 쓴 글씨를 자모(子母)로 한, 한국 최초의 〈한어문전〉이 코스트 신부에 의해 출판되었다.